# Hatebeak
Hatebeak — американская дэт-метал группа из Балтимора, созданная Блейком Харрисоном и Марком Слоаном, в состав которой входит попугай жако по кличке Вальдо (род. 1991). Считается, что Hatebeak является первой группой, у которой есть птичий вокалист. Звук группы был описан как «отбойный молоток под катком». Журнал Aquarius Records назвал Hatebeak «яростным и взрывным дэт-металом». Hatebeak выпустили свой второй альбом совместно с Caninus, группой, вокалистами которой были две собаки. Цель Hatebeak — «поднять планку экстремальной музыки».
Группа является студийным проектом и не гастролирует, чтобы не мучить птицу. В 2006 году группа заключила спонсорское соглашение с производителем кормов для птиц. В 2009 году группа распалась из-за музыкальных разногласий. Но 26 июня 2015 года коллектив выпустил альбом Number of the Beak на лейбле Reptilian Records. В июле 2015 года Hatebeak были гостями на шоу Говарда Стерна.

## Участники
- Попугай Вальдо (вокал)
- Марк Слоан (гитара, бас, программирование барабанов)
- Блейк Харрисон (гитара, бас, программирование барабанов)

## Дискография
- Beak of Putrefaction, совместный альбом с Longmont Potion Castle (2004)
- Bird Seeds of Vengeance, совместный альбом с Caninus (2005)
- The Thing That Should Not Beak, совместный альбом с Birdflesh (2007)
- Number of the Beak (2015)
- Birdhouse By The Cemetary, совместный альбом с Boar Glue (2018)